# Malthonica annulata
Malthonica annulata är en spindelart som först beskrevs av Kulczynski 1913.  Malthonica annulata ingår i släktet Malthonica och familjen trattspindlar.
Artens utbredningsområde är Montenegro. Inga underarter finns listade i Catalogue of Life.